# غاري شيفيلد (متزلج جماعي)
غاري شيفيلد (بالإنجليزية: Gary Sheffield)‏ هو متزلج جماعي أمريكي، ولد في 18 أغسطس 1936 في ليك بلاسيد في الولايات المتحدة، وتوفي في 20 نوفمبر 2004.